# The Hallé
La Hallé è un'orchestra sinfonica inglese con sede a Manchester, in Inghilterra. Supporta un coro, coro giovanile, un coro di formazione giovanile, un coro di voci bianche ed un'orchestra giovanile e pubblica le sue registrazioni su una propria etichetta discografica, anche se a volte ha pubblicato registrazioni su Angel Records ed EMI. Dal 1996 l'orchestra è residente presso la Bridgewater Hall di Manchester.

## Storia
Nel maggio 1857 il pianista e direttore d'orchestra Charles Hallé mise insieme un'orchestra che si esibisse alla Art Treasures Exhibition di Manchester, cosa che fece fino ad ottobre. Hallé ha deciso di continuare a lavorare con l'orchestra come una organizzazione regolare e diede il suo primo concerto secondo le previsioni, il 30 gennaio 1858. La prima sede dell'orchestra fu la Free Trade Hall. Nel 1861 l'orchestra era in difficoltà finanziarie ed è eseguì solo due concerti quell'anno.

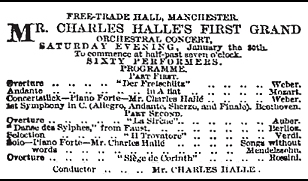
Primo programma di The Hallé (1858)

Hans Richter fu direttore musicale dal 1899 al 1911. Durante il suo mandato, il 3 dicembre 1908, l'orchestra diede la prima esecuzione della Sinfonia n° 1 di Sir Edward Elgar.
Nel 1943 l'orchestra era di nuovo in crisi, dopo essersi ridimensionata in un formato a 30 musicisti. Nel corso dei successivi 27 anni, dal 1943 al 1970, il prossimo direttore musicale dell'orchestra, Sir John Barbirolli, riportò la Hallé alla ribalta nazionale. Insieme hanno fatto molte registrazioni, tra cui la prima registrazione della Sinfonia n. 8 di Ralph Vaughan Williams, di cui diedero anche la prima esecuzione. Durante il mandato di Barbirolli, uno dei membri dell'orchestra più notevoli era il primo violino Martin Milner, che prestò servizio in tale veste dal 1958 al 1987. Barbirolli considerava Milner come il suo "braccio destro" e scrisse una volta in suo apprezzamento: "Tu sei il miglior leader che abbia mai avuto nella mia carriera piuttosto lunga."
Kent Nagano è stato direttore principale dell'orchestra dal 1992 al 1999. L'orchestra si spostò dalla Free Trade Hall alla Bridgewater Hall nel 1996, come sua sede di concerti primaria. Durante il suo mandato Nagano ricevette critiche per la sua programmazione costosa ed ambiziosa, come anche per il costo come direttore. Tuttavia fu la cattiva gestione finanziaria dell'Orchestra a contribuire ai suoi problemi fiscali. Essa affrontò gravi problemi finanziari verso la fine del 1990, tra cui un deficit di 1,3 milioni di £ nel 1998, al punto tale che l'esistenza stessa dell'orchestra fu minacciata dalla perdita del finanziamento del Consiglio delle Arti fino, in ultima analisi, al fallimento.

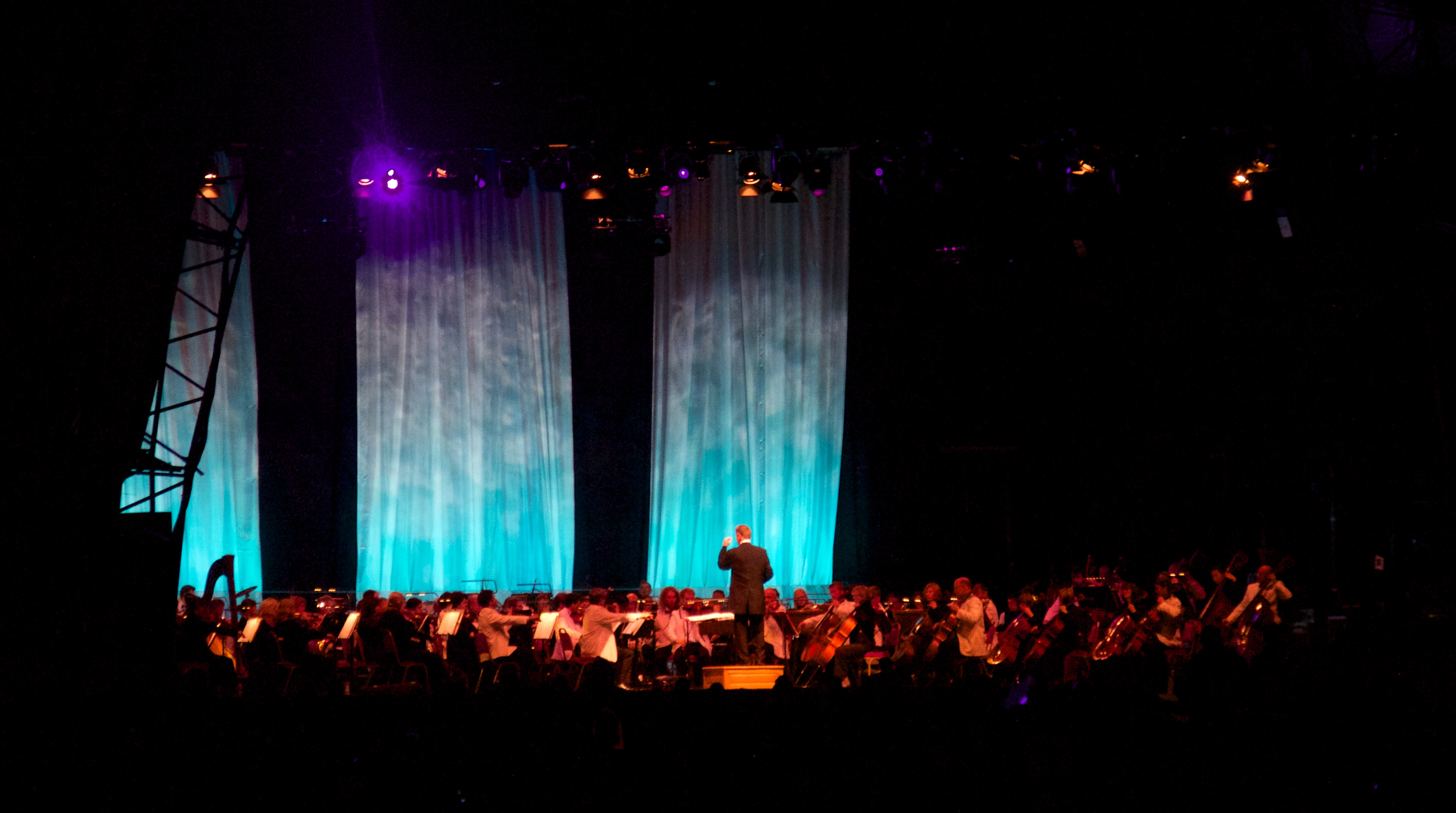
The Hallé in un'esecuzione all'Osservatorio Jodrell Bank

Nel corso del 1997 ci fu un periodo di otto mesi, in cui l'orchestra non ebbe un direttore esecutivo. Leslie Robinson prestò servizio per due anni come amministratore delegato dopo tale periodo, iniziando cambiamenti all'orchestra per iniziare a mettere sotto controllo i problemi finanziari della compagnia. Questi cambiamenti comprendevano una raccolta di fondi pubblici, che fruttò 2 milioni di £, il taglio a metà del numero delle persone dal consiglio dell'orchestra e la riduzione del numero di musicisti dell'orchestra da 98 a 80.
Dal 1999 il presidente dell'orchestra fu John Summers, che continuò le pratiche fiscali di Robinson per riportare una maggiore sicurezza finanziaria all'orchestra. Nel 2001 l'Arts Council assegnò all'orchestra una borsa di 3,8 milioni di £ per permettere ad essa di pagare i debiti accumulati e aumentare gli stipendi dei musicisti, che erano stati congelati per 4 anni.
Nel settembre 2000 Sir Mark Elder assunse la carica di direttore musicale, in quanto era stato assunto per quel posto nel 1999. I suoi concerti con l'orchestra ricevettero recensioni positive in modo sistematico ed è generalmente stimato per aver riportato l'orchestra a standard elevati sia critici che musicali. Nel 2004 Elder ha firmato un contratto per estendere il suo mandato fino al 2010 e nel maggio 2009 la Hallé ha annunciato un'ulteriore estensione al 2015. Nel novembre 2013, l'orchestra ha annunciato l'ulteriore estensione del contratto di Elder fino "almeno al 2020".
Una delle più recenti idee dell'orchestra fu quella di cercare di trovare un abito da palcoscenico alternativo al tradizionale "vestito da pinguino" (smoking), ma questa idea non andò a buon fine. L'orchestra ha anche iniziato a pubblicare nuove registrazioni di CD con il proprio marchio.
Nel marzo 2006 l'orchestra è stata costretta ad annullare una visita programmata negli Stati Uniti a causa del costo e delle difficoltà amministrative nell'ottenere i visti per i musicisti, a seguito delle normative sui visti più severe volte a contrastare potenziali attacchi terroristici.
L'orchestra nel 2006 ha designò per la prima volta un direttore ospite principale, Cristian Mandeal. Ha prestato servizio in questo incarico fino al 2009. Nel febbraio 2008 l'orchestra annunciò la nomina di Markus Stenz come secondo e successivo direttore ospite principale, a partire dal 2009. Assistenti direttori del passato sono stati Edward Gardner, Rory Macdonald, Andrew Gourlay ed Ewa Strusińska (2008-2010), il primo direttore femmina del Regno Unito chiamata come assistente direttore. Nel mese di settembre 2012 Jamie Phillips diventò il nuovo direttore assistente dell'Hallé, tra i cui compiti c'era la direzione musicale della Hallé Orchestra Giovanile. L'attuale leader della Hallé è Lyn Fletcher. L'attuale capo della programmazione artistica dell'orchestra è Geoffrey Owen.

### Premieres degne di nota
- Edward Elgar, Sinfonia n. 1 (1908)
- Constant Lambert, The Rio Grande (1929; prima esecuzione pubblica; il lavoro era stato trasmesso alla radio nel 1928)
- Anthony Collins, Threnody for a Soldier Killed in Action (1945)[21]
- William Alwyn, Sinfonia n. 1, (1949–1950)
- William Alwyn, Sinfonia n. 2 (1953)
- Ralph Vaughan Williams, Sinfonia antartica (1953)
- Gerald Finzi, Concerto per Violoncello (1955)[22]
- Anthony Milner, Variations for Orchestra (1959)[23]
- Thomas Adès, These Premises Are Alarmed (1996)[24]
- Gustav Mahler Das klagende Lied (versione completa) (1997)
- Graham Fitkin, "North" (1998)
- Colin Matthews, "Pluto", un'aggiunta a The Planets di Holst (2000)

## Coro Hallé
Il Coro Hallé fu fondato con l'orchestra nel 1858 da Sir Charles Hallé. Il coro dà una ventina di concerti l'anno con la Hallé presso la Bridgewater Hall e in altre sedi in tutto il Regno Unito. Apparendo con direttori e solisti internazionali in concerto e nelle registrazioni, il coro esegue un repertorio da grande corale e opere liriche che vanno da pezzi tradizionali a pezzi più esoterici e lavori su commissione. James Burton fu direttore del coro da aprile 2002 al luglio 2009. Altri direttori del coro ospiti sono stati Tom Seligman, David Lawrence, Frances Cooke, Ralph Allwood e Justin Doyle.
L'attività del coro includono l'insegnamento individuale vocale, la sezione e le prove del coro completo ed anche eventi sociali. Margaret McDonald è vocal coach del coro.
Il Coro Hallé ha ricevuto il plauso della critica per le prestazioni con Elder, tra le quali un programma per il centenario di Verdi a The BBC Proms e spettacoli de La Creazione di Haydn, la Passione secondo Giovanni di J.S. Bach e la Glagolitic Mass di Janáček. L'etichetta del CD dell'Hallé presenta il coro con le sue pubblicazioni, English Rhapsody, Hallé Christmas Classics e Elgar: A Self-Portrait. Il coro è stato anche presente nella registrazione de Il sogno di Geronte di Elgar del 2008, con Bryn Terfel, Alice Coote, Paul Groves, il Coro Hallé e il Coro Giovanile Hallé, che ha vinto un Gramophone Award nel 2009. Un secondo Gramophone Award fu assegnato nel 2010 per la registrazione live del Coro Hallé di Götterdämmerung. Nel 2011, e per il terzo anno consecutivo è stato assegnato un Gramophone Award per la registrazione dal vivo di The Kingdom di Edward Elgar per la quale Tom Seligman è stato direttore ospite del coro.
Tra i recenti direttori dell'Hallé ci sono James Burton, Frances Cooke e Madeleine Venner. L'attuale Direttore del Coro Hallé è Matthew Hamilton.

### Hallé Orchestra dei Giovani
La Youth Orchestra Hallé fu fondata nel 2002, con Edward Gardner come primo direttore. La HYO lavora regolarmente con i membri dell'Orchestra Hallé attraverso i laboratori e ogni estate intraprende un tour.

## Direttori Principali

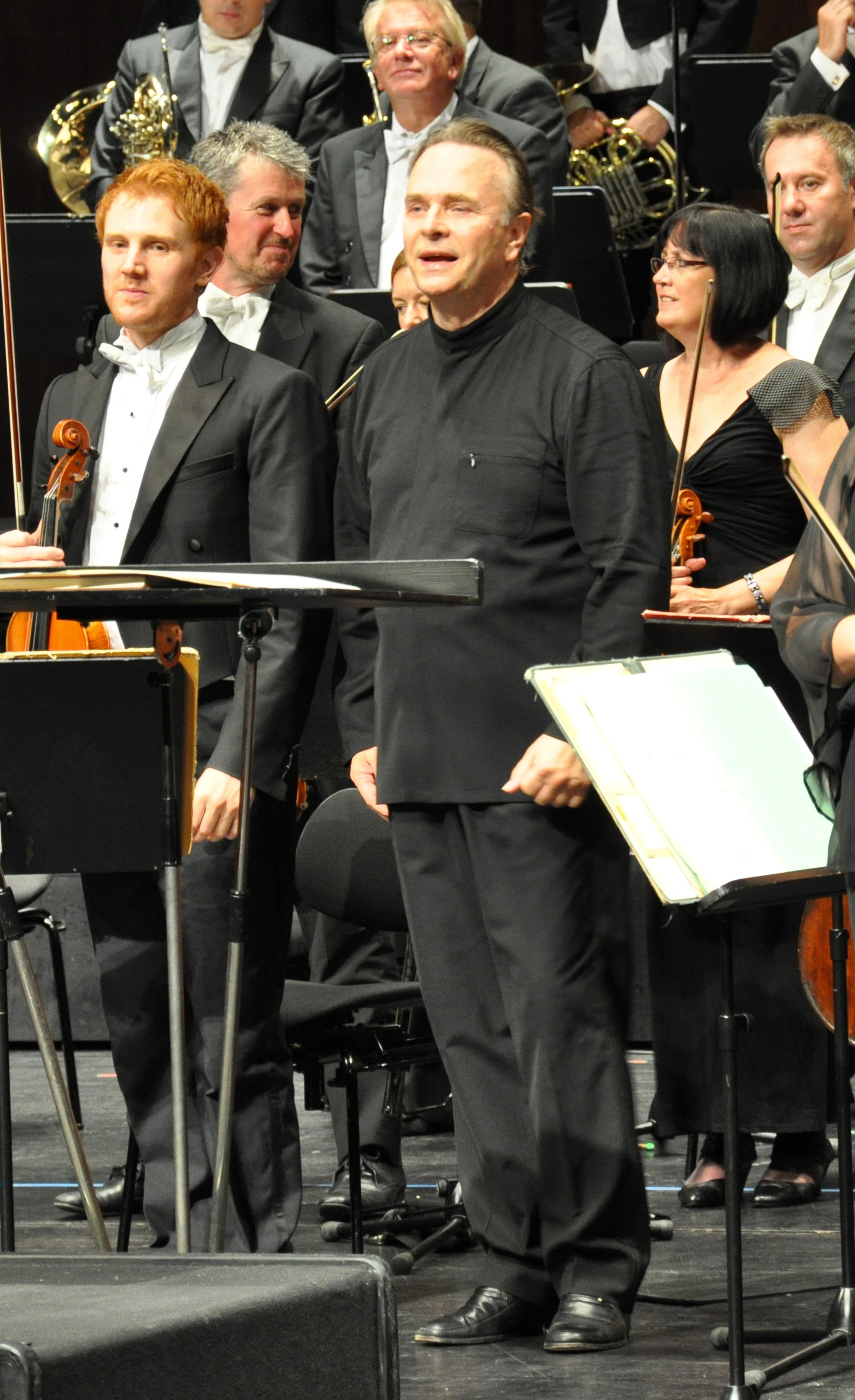
Mark Elder

| Periodo del mandato | Direttore Principale                     |
| ------------------- | ---------------------------------------- |
| 1858–1895           | Sir Charles Hallé                        |
| 1895–1899           | Sir Frederic Cowen                       |
| 1899–1911           | Hans Richter                             |
| 1912–1914           | Michael Balling                          |
| 1915–1920           | Sir Thomas Beecham (consulente musicale) |
| 1920–1934           | Sir Hamilton Harty                       |
| 1939–1942           | Sir Malcolm Sargent (direttore capo)     |
| 1943–1970           | Sir John Barbirolli                      |
| 1972–1983           | James Loughran                           |
| 1983–1992           | Stanisław Skrowaczewski                  |
| 1992–1999           | Kent Nagano                              |
| 2000–attuale        | Sir Mark Elder                           |